# Draft 2006 de la NFL
2005 2007
La draft 2006 de la NFL est la 71e draft annuelle de la National Football League, permettant aux franchises de football américain de sélectionner des joueurs universitaires éligibles pour jouer professionnels. Elle s'est déroulée entre le 29 et le 30 avril 2006 au Radio City Music Hall de New York.

## Draft
La Draft se compose de 7 tours ayant, généralement, chacun 32 choix. L'ordre de sélection est décidé par le classement général des équipes durant la saison précédente, donc l'équipe ayant eu le moins de victoires va repêcher en premier et ainsi de suite jusqu'au gagnant du Super Bowl. Les équipes peuvent échanger leurs choix de repêchage, ce qui fait en sorte que l'ordre peut changer.
Les équipes peuvent enfin recevoir des choix compensatoires. Ces choix sont à la fin des tours et il n'est pas possible pour les équipes de les échanger. Les choix compensatoires sont remis aux équipes ayant perdu plus de joueurs (et de meilleure qualité) qu'ils en ont signés durant la période d'agent libre.
- ° : Intronisé au Pro Football Hall of Fame
- † : Joueur sélectionné pour le Pro Bowl

### Premier tour
| Choix | Équipe                             | Joueur                  | Postes           | Université                       | Notes                        |
| ----- | ---------------------------------- | ----------------------- | ---------------- | -------------------------------- | ---------------------------- |
| 1     | Texans de Houston                  | Mario Williams †        | Defensive end    | Wolfpack de North Carolina State | ,                            |
| 2     | Saints de La Nouvelle-Orléans      | Reggie Bush             | Running back     | Trojans de l'USC                 | ,                            |
| 3     | Titans du Tennessee                | Vince Young †           | Quarterback      | Longhorns du Texas               | ,                            |
| 4     | Jets de New York                   | D'Brickashaw Ferguson † | Offensive tackle | Cavaliers de la Virginie         |                              |
| 5     | Packers de Green Bay               | A. J. Hawk              | Linebacker       | Buckeyes d'Ohio State            |                              |
| 6     | 49ers de San Francisco             | Vernon Davis †          | Tight end        | Terrapins du Maryland            |                              |
| 7     | Raiders d'Oakland                  | Michael Huff (en)       | Safety           | Longhorns du Texas               |                              |
| 8     | Bills de Buffalo                   | Donte Whitner †         | Safety           | Buckeyes d'Ohio State            |                              |
| 9     | Lions de Détroit                   | Ernie Sims (en)         | Linebacker       | Seminoles de Florida State       |                              |
| 10    | Cardinals de l'Arizona             | Matt Leinart            | Quarterback      | Trojans de l'USC                 | ,                            |
| 11    | Broncos de Denver                  | Jay Cutler †            | Quarterback      | Commodores de Vanderbilt         | Rams → Broncos,              |
| 12    | Ravens de Baltimore                | Haloti Ngata †          | Defensive tackle | Ducks de l'Oregon                | Browns → Ravens,             |
| 13    | Browns de Cleveland                | Kamerion Wimbley (en)   | Defensive end    | Seminoles de Florida State       | Ravens → Browns              |
| 14    | Eagles de Philadelphie             | Brodrick Bunkley (en)   | Defensive tackle | Seminoles de Florida State       |                              |
| 15    | Rams de Saint-Louis                | Tye Hill (en)           | Cornerback       | Tigers de Clemson                | Falcons → Broncos, → Rams    |
| 16    | Dolphins de Miami                  | Jason Allen (en)        | Safety           | Volunteers du Tennessee          |                              |
| 17    | Vikings du Minnesota               | Chad Greenway †         | Linebacker       | Hawkeyes de l'Iowa               |                              |
| 18    | Cowboys de Dallas                  | Bobby Carpenter (en)    | Linebacker       | Buckeyes d'Ohio State            |                              |
| 19    | Chargers de San Diego              | Antonio Cromartie †     | Cornerback       | Seminoles de Florida State       |                              |
| 20    | Chiefs de Kansas City              | Tamba Hali †            | Defensive end    | Nittany Lions de Penn State      |                              |
| 21    | Patriots de la Nouvelle-Angleterre | Laurence Maroney        | Running back     | Golden Gophers du Minnesota      |                              |
| 22    | 49ers de San Francisco             | Manny Lawson (en)       | Linebacker       | Wolfpack de North Carolina State | Redskins → Broncos, → 49ers, |
| 23    | Buccaneers de Tampa Bay            | Davin Joseph (en) †     | Offensive guard  | Sooners de l'Oklahoma            |                              |
| 24    | Bengals de Cincinnati              | Johnathan Joseph †      | Cornerback       | Gamecocks de la Caroline du Sud  |                              |
| 25    | Steelers de Pittsburgh             | Santonio Holmes         | Wide receiver    | Buckeyes d'Ohio State            | Giants → Steelers,           |
| 26    | Bills de Buffalo                   | John McCargo (en)       | Defensive tackle | Wolfpack de North Carolina State | Bears → Bills,               |
| 27    | Panthers de la Caroline            | DeAngelo Williams †     | Running back     | Tigers de Memphis                |                              |
| 28    | Jaguars de Jacksonville            | Marcedes Lewis †        | Tight end        | Bruins de l'UCLA                 |                              |
| 29    | Jets de New York                   | Nick Mangold †          | Centre           | Buckeyes d'Ohio State            | Broncos → Falcons → Jets,    |
| 30    | Colts d'Indianapolis               | Joseph Addai †          | Running back     | Tigers de LSU                    |                              |
| 31    | Seahawks de Seattle                | Kelly Jennings (en)     | Cornerback       | Hurricanes de Miami              | ,                            |
| 32    | Giants de New York                 | Mathias Kiwanuka (en)   | Defensive end    | Eagles de Boston College         | Steelers → Giants            |

#### Échanges1ertour
1. ↑    1. 11 Les Rams échangent leur choix de premier tour (11e) avec Denver pour leurs choix de premier (15e) et troisième (68e) tours.
2. ↑    1. 12 Cleveland échange son choix de premier tour (12e) avec Baltimore pour ses choix de premier (13e) et sixième tours (181e).
3. ↑    1. 13 voir #12 Browns → Ravens
4. ↑    1. 15 Atlanta échange son choix de premier tour (15e) avec Denver contre les choix de premier (29e) et troisième (93e) tour et de quatrième tour de Denver en 2007.
5. ↑    1. 15 voir #11 Rams → Broncos
6. ↑    1. 22 Denver échange son choix de premier tour en 2005 (25e) avec les Redskins pour leur choix de troisième tour en 2005, leur choix de premier tour (22e) et leur choix de quatrième tour (119e) en 2006.
7. ↑    1. 22 Denver échange son choix de premier tour (22e) avec San Francisco en échange de leurs choix de deuxième et troisième tours (37e et 68e).
8. ↑    1. 25 Les Giants négocient le choix no 25 avec Pittsburgh pour leurs choix du premier tour (32e), du troisième tour (96e) et du quatrième tour (129e).
9. ↑    1. 26 Chicago échange le 26e choix avec Buffalo pour ses choix de deuxième (42e) et troisième (73e) tours.
10. ↑    1. 29 voir #15 Falcons → Broncos
11. ↑    1. 29 Les Falcons échangent le choix no 29 avec les Jets pour le defensive end John Abraham.
12. ↑    1. 32 voir #25 Giants → Steelers

### Joueurs notables sélectionnés aux tours suivants
| Choix | Équipe                             | Joueur                   | Postes           | Université                     | Notes               |
| ----- | ---------------------------------- | ------------------------ | ---------------- | ------------------------------ | ------------------- |
| 33    | Texans de Houston                  | DeMeco Ryans †           | Linebacker       | Crimson Tide de l'Alabama      |                     |
| 34    | Browns de Cleveland                | D'Qwell Jackson †        | Linebacker       | Terrapins du Maryland          | Saints → Browns,    |
| 43    | Saints de La Nouvelle-Orléans      | Roman Harper †           | Safety           | Crimson Tide de l'Alabama      | Browns → Saints     |
| 50    | Chargers de San Diego              | Marcus McNeill (en) †    | Offensive tackle | Tigers d'Auburn                |                     |
| 52    | Packers de Green Bay               | Greg Jennings †          | Wide receiver    | Broncos de Western Michigan    | Patriots → Packers, |
| 55    | Bengals de Cincinnati              | Andrew Whitworth †       | Offensive tackle | Tigers de LSU                  |                     |
| 57    | Bears de Chicago                   | Devin Hester †           | Cornerback       | Hurricanes de Miami            |                     |
| 60    | Jaguars de Jacksonville            | Maurice Jones-Drew †     | Running back     | Bruins de l'UCLA               |                     |
| 62    | Colts d'Indianapolis               | Tim Jennings †           | Cornerback       | Bulldogs de la Géorgie         |                     |
| 92    | Cowboys de Dallas                  | Jason Hatcher (en) †     | Defensive end    | Tigers de Grambling State (en) | Jaguars → Cowboys,  |
| 98    | Texans de Houston                  | Owen Daniels †           | Tight end        | Badgers du Wisconsin           |                     |
| 100   | 49ers de San Francisco             | Michael Robinson (en) †  | Running back     | Nittany Lions de Penn State    |                     |
| 108   | Saints de La Nouvelle-Orléans      | Jahri Evans †            | Offensive tackle | Huskies de Bloomsburg (en)     | Eagles → Saints,    |
| 117   | Jets de New York                   | Leon Washington †        | Running back     | Seminoles de Florida State     | Chiefs → Jets,      |
| 118   | Patriots de la Nouvelle-Angleterre | Stephen Gostkowski †     | Kicker           | Tigers de Memphis              |                     |
| 119   | Broncos de Denver                  | Brandon Marshall †       | Wide receiver    | Knights de l'UCF               | Redskins → Broncos  |
| 126   | Broncos de Denver                  | Elvis Dumervil †         | Defensive end    | Cardinals de Louisville        |                     |
| 134   | Bills de Buffalo                   | Kyle Williams †          | Defensive tackle | Tigers de LSU                  | Texans → Bills,     |
| 175   | 49ers de San Francisco             | Delanie Walker †         | Tight end        | Mules de Central Missouri (en) |                     |
| 180   | Browns de Cleveland                | Lawrence Vickers (en) †  | Fullback         | Buffaloes du Colorado          |                     |
| 203   | Ravens de Baltimore                | Sam Koch †               | Punter           | Cornhuskers du Nebraska        |                     |
| 207   | Colts d'Indianapolis               | Antoine Bethea †         | Safety           | Bison de Howard                |                     |
| 215   | Titans du Tennessee                | Cortland Finnegan (en) † | Cornerback       | Bulldogs de Samford (en)       |                     |
| ND    | Bengals de Cincinnati              | Ahmad Brooks (en) †      | Linebacker       | Cavaliers de la Virginie       | ,                   |
| ND    | Falcons d'Atlanta                  | Brent Grimes †           | Cornerback       | Raiders de Shippensburg (en)   | [ Note 7 ]          |
| ND    | Cowboys de Dallas                  | Miles Austin †           | Wide receiver    | Hawks de Monmouth              | [ Note 7 ]          |
| ND    | Lions de Détroit                   | Matt Prater †            | Kicker           | Knights de l'UCF               | [ Note 7 ]          |
| ND    | Texans de Houston                  | Tramon Williams †        | Cornerback       | Bulldogs de Louisiana Tech     | [ Note 7 ]          |
| ND    | Jaguars de Jacksonville            | Montell Owens (en) †     | Running back     | Black Bears du Maine           | [ Note 7 ]          |
| ND    | Vikings du Minnesota               | Donald Penn †            | Offensive tackle | Aggies d'Utah State            | [ Note 7 ]          |

#### Échanges tours suivants
1. ↑    1. 34 Les Saints échangent le choix 34 avec Cleveland pour leur choix de deuxième tour (43e) et de Jeff Faine (en).
2. ↑    1. 43 voir #34 Saints → Browns
3. ↑    1. 52 Les Packers ont échangé le choix n ° 36 avec la Nouvelle-Angleterre en échange de leur choix de deuxième tour (52e) et de troisième tour (75e).
4. ↑    1. 92 Les Cowboys échangent le choix 80 avec Jacksonville pour leurs choix de troisième et quatrième tours (92e et 125e).
5. ↑    1. 108 Les Saints négocient un choix de quatrième tour 2006 (99e) avec Philadelphie contre Hollis Thomas (en) et un choix de quatrième tour 2006 (108e).
6. ↑    1. 117 Kansas City échange le droit de négocier avec l’entraîneur-chef des Jets, Herman Edwards (en), avec les Chiefs pour un choix de quatrième tour en 2006 (117e)
7. ↑    1. 119 voir #22 Redskins → Broncos
8. ↑    1. 134 Les Texans échangent le choix no 134 avec les Bills contre le wide receiver Eric Moulds (en).